# André Kostelanetz
 André Kostelanetz  (Russisch: Андрей Костеланец) (Sint-Petersburg (Rusland), 22 december 1901 - Port-au-Prince, (Haïti), 13 januari 1980) was een Amerikaanse orkestdirigent en arrangeur van Russische afkomst, een van de pioniers van de easy-listeningmuziek.

## Biografie
Kostelanetz was geboren in Rusland in een Joods gezin. Hij ontvluchtte in 1922, na de Russische Revolutie, de bolsjewistische communistische staat en arriveerde nog in datzelfde jaar in de Verenigde Staten. In de beginjaren in de VS dirigeerde hij radioconcerten. In de jaren 30 begon hij zijn eigen wekelijkse show bij CBS Radio, "André Kostelanetz Presents".
Kostelanetz is bij een breed publiek vooral bekend geworden door de instrumentale easy-listeningalbums opgenomen op het Columbia-label in de jaren 40 tot 80. Hij ging nog door met grammofoonopnamen nadat anderen, onder wie zelfs Mantovani, er al mee waren gestopt. Hij maakte vele opnamen en gedurende zijn carrière zijn er wereldwijd meer dan 50 miljoen grammofoonplaten van hem verkocht.
Een van zijn bekendste werken buiten Amerika was een orkestarrangement van "With a song in my heart", de herkenningstune van een langlopend BBC-radioprogramma.
Kostelanetz gaf zijn laatste concert "A Night in Old Vienna" met het San Francisco Symphony Orchestra in het War Memorial Opera House in San Francisco op 31 december 1979.
Kostelanetz was de tweede echtgenoot van de sopraan Lily Pons.
Hij overleed op 78-jarige leeftijd ten gevolge van longontsteking. Hij werd gecremeerd en zijn as werd uitgestrooid over zee.

## Discografie
- The Music of VICTOR HERBERT Andre Kostelanetz and his Orchestra, Columbia Masterworks M-415
- Tchaikovsky: Nutcracker Suite, Op. 71a, 1956, Columbia Long Playing CL 730
- Music Of Irving Berlin, 1950, Columbia Masterworks 4314
- Music Of Cole Porter, 1951, Columbia Masterworks 2014
- Music Of George Gershwin, 1951, Columbia Masterworks 2026
- Black Magic, 1955, Columbia CL 712
- Music Of Vincent Youmans, 1955, Columbia CL 734
- VERDI: AIDA, 1956, Columbia CL 755
- Music of Fritz Kreisler, Music of Sigmund Romberg, 1955, Columbia CL 771
- You And The Night And The Music, 1956, Columbia CL 772
- Music Of Jerome Kern, 1956, Columbia CL 776
- Stardust, 1956, Columbia CL 781
- Kostelanetz conducts..., Columbia CL 786
- Broadway Spectacular, 1957, Columbia CL 865
- Tender Is The Night, 1957, Columbia CL 886
- The Romantic Music Of Rachmaninoff, 1957, Columbia CL 1001
- The Columbia Album Of Richard Rodgers, 1958, Columbia CL 1140
- Joy To The World, 1960, Harmony 11232
- Music From Flower Drum Song, 1960, Columbia CL 1280
- Nutcracker Suite, 1961, Columbia Masterworks 6264
- The New Wonderland Of Sound, 1961, Columbia 8457
- Star Spangled Marches, 1962, Columbia CL 1718
- Broadway's Greatest Hits, 1962, Columbia CL 1827
- Music From "Mr. President", 1962, Columbia CL 1921
- Wonderland Of Golden Hits, 1963, Columbia 8839
- I Wish You Love, 1964, Columbia CL 2185
- The Romantic Strings Of Andre Kostelanetz, Columbia Masterworks 6711
- Romantic Waltzes By Tchaikovsky, Columbia Masterworks 6824
- Today's Golden Hits, 1966, Columbia 9334
- The Shadow Of Your Smile, 1966, Columbia 13285
- The Kostelanetz Sound Of Today, 1967, Columbia 9409
- Scarborough Fair, 1968, Columbia 9623
- For The Young At Heart, 1968, Columbia 9691
- Traces, 1969, Columbia 13282
- Greatest Hits Of The '60s, 1970, Columbia 9973
- I'll Never Fall In Love Again, 1970, Columbia 9998
- Wonderland Of Christmas, Columbia 10086
- Everything Is Beautiful, 1970, Columbia 30037
- Sunset, 1970, Columbia Masterworks 30075
- Love Story, 1971, Columbia 30501
- For All We Know, 1971, Columbia 30672
- Plays Chicago, 1971, Columbia 31002
- Plays Cole Porter, 1972, Columbia 31491
- Love Theme From "The Godfather", 1972, Harmony 31500
- Last Tango In Paris, 1973, Columbia 32187
- Moon River, 1973, Columbia 32243
- Plays Great Hits Of Today, 1973, Columbia 32415
- The Way We Were, 1974, Columbia 32578
- Plays Michel Legrand's Greatest Hits, 1974, Columbia 32580
- Musical Reflections Of Broadway And Hollywood, 1974, Columbia 33061
- Plays "Murder On The Orient Express", 1975, Columbia 33437
- Never Can Say Goodbye, 1975, Col 33550
- I'm Easy, 1976, Columbia 34157
- Dance With Me, 1976, Columbia 34352
- Plays Broadway's Greatest Hits, 1977, Columbia 34864
- You Light Up My Life, 1978, Columbia 35328
- Theme From "Superman", 1979, Columbia 35781
- Various Themes, 1980, Columbia 36382